# Aerangis collum-cygni
Aerangis collum-cygni es una orquídea epífita originaria de África.

## Descripción
Es una planta pequeña de tamaño que prefiere clima caliente a fresco, es epífita, con un tallo leñoso que lleva de 4 a 7 hojas  oblanceoladas, ligeramente oblicuas, bi-lobuladas de manera desigual, carnosas, de color verde oscuro  salpicadas de color marrón oscuro. Florece  en una inflorescencia axilar o por debajo de las hojas, erecta, horizontal o colgante, cilíndrica, en racimo, de color grisáceo verde salpicado de marrón con 4 a 8 cm de largo y de 4 a 16 flores  de 2 a 3 cm de ancho, tiene en su parte inferior brácteas triangulares. La floración se produce en la primavera.

## Distribución y hábitat
Se encuentra el norte  de Camerún, Gabón, Zaire, República Centroafricana, Uganda, Tanzania y Zambia en los bosques húmedos perturbados, bosques tropicales y  plantaciones abandonadas en alturas de 800 a 1200 m s. n. m.

## Taxonomía
Aerangis collum-cygni fue descrita por (De Wild.) Schltr. y publicado en Bulletin of Miscellaneous Information Kew 418. 1927.
Etimología
El nombre del género Aerangis procede de las palabras griegas: aer = (aire) y angos = (urna), en referencia a la forma del labelo.
collum-cygni: epíteto latino que significa "con cuello de cisne".
Sinonimia
- Aerangis compta Summerh. 1955[1][3][4]